# Треш метал Заливске Области
Треш метал Заливске Области (eng. Bay Area trash metal) такође познат као треш Заливске Области се односи на полако настављање хеви метал бендова 1980-их година у Заливској Области у Сан Франциску у Калифорнији. Заједно са Јужном Флоридом ова сцена се сматра као почетна тачка Америчког треш метала и дет метала

## Историја

### Ексодус и Металика
Најранији документовани корени треш метала Заливске Области се сматрају формирање Ексодуса 1979 године. Док је група снимила свој дугометражни албум четири године касније, променили су у својој постави 5 басиста и гитариста од којих су неки формирали бендове који су били једнако релевантни у надолазећој метал сцени. У новембру 1982. Ексодус је био предгрупа на концерт на Сан Францисковом Олд Вардоф кафићу на ком је наступала Металика, тад релативно незнан и непотписан бенд из Јужне Калифорније које је недавно открио Брајан Слејгел и који се појавио на првом издању његовe Метал Масакр компилације. Ексодус (који је тада такође био непотписан) је дистрибуирао ненасловљени демо са гитаристом Кирком Хаметом.
Иако је Металика формирана у Лос Анђелесу, неће оживети до фебруара 1983. и пресељења у Источну заливску област, где ће се Клиф Бартон и Кирк Хамет придружити као басиста и главни гитариста, чинећи прву формалну поставу бенда. Група (која се до тад састојала од Џејмса Хетфилда, Ларса Улриха, Клифа Бартона и Дејва Мастејна) се уселила у кућу на Карлсон булевару у Ел Сериту, близу Албани Хила, коју је рентао Mарк Витакер, тадашњи менаџер Ексодуса. Када је Дејв Мастејн уклоњен из поставе исте године, тадашњи Ексдусов гитариста Хамет га је заменио пратећи препоруку Марка Витакера; За узврат, Мастејн се враћа у Лос Анђелес где формира групу Мегадет.
Потписивање Металике са Мегафорс рекордс, објава њиховог првог албума, писање песама и пробе за други и трећи албум Ride The Lightning и Master Of Puppets су се одвиле док је постава бенда живела у Битакеровој резиденцији.

### Коришћење пословних веза између локалних бендова
Бартонова и Хаметова пријатељства, поготово са Оклендовим Ексодусом и Тестамнтом, и касније са Сан Францисковим Дет Ејнџелом, поред осталих, је доста витализовало сцену које је водило до интензивног извођења концерата и дељења трака које би обично прелазило границе и мора и водило до потписивања бенда са издавачком кућом.
Ел Собрантеов Позесд ће револуционарисати жанр са својим албумом из 1985 Seven Churches који се сматра као први албум који прелази у област дет метала са својим режућим вокалима, и тематиком о хорору и окултима. Такође као инспирација за блек метал, албум излази пре осталих албумова као што је албум Лос Анђелесовог Слејера Reign In Blood и Детов Scream Bloody Gore написан у Заливској Области Сан Франциска који је веома утицајан за треш и дет метал.
Чланови Позесда су такође одржавали снажне везе у сцени Заливске Области: фронтмен Џеф Бекера и тадашњи гитариста Лари Лалод су свирали краће време у спид метал бенду Близард у ком је такође учествовао бивши басиста Егзодуса Карлтон Мелсон и Десекрејшнов гитариста Дани Боланд. Бивши Ескодусов басиста Џеф Ендус је био један од оснивача Позесда пре него што га је Џеф Бекера заменио 1983. После тога Ендрус формира треш бенд Сејбертут са Џонијем Мекелвијем.
После првог распадања Ексодуса Лалонд се придружио бенду Блајнд Илужн на коме су бивши чланови Ексодуса Еван Мекесјки и Тим Енџело, тадашњи чланови Хитена Марк Бидерман и Дејв Годфреј, и Близардов бубњар Мике Мајнер. Један од оснивача Блајнд Илужона
Лес Клејпул (који је био школски другар Кирка Хамета) ће се неуспешно пријавити за улогу басисте у Металици после аутобуске несреће Клифа Бартона у Шведској.

### Коришћење пословних веза између бендова на осталим сценама
Хеви метал у Јужној Калифорнији почиње још од 1970-их, и 1980-их је била почетна тачка за Слејер и Мегадет, два бенда од познате "Велике Четорке". Међутим од средине 1980-их до 1990-их дешава се прожимање популарног поджанра метала по имену глем метал у границама сцене Лос Анђелеса.
Упркос томе, и Слејер и Мегадет добијају признање рано у каријери због свирања по местима у Заливској Области укључујући и Беркели Рути Ин Хотел са Ексодусом између 1984 и 1985, у вермену где је тренутни гитариста Слејерља Кери Кинг свирао поерд Дејва Мастејна у Мегадету. Гитариста из Оакленда Џеф Ханенман, један од оснивача Слејера, Пол Бостаф (почетно из Форбидена, а касније Ексодус и Тестамент) је био Слејеров бубњар за време деведесетих. Слично, бубњар Дејв Ломбардо је свирао на Тестаментовом албуму The Gathering пре него што се вратио у Слејер 2004. године. Чак и пре него што им је било забрањено да свирају у свом родном Лос Анђелесу, Суисајдл Тенденцис би такоће свирао на местима у Заливској Области, где добијају популарно препознавање. Дарк Ејнџел је такоће добио популарно препознање од одржавања концерта у Заливској Области.
Пре 1989. и распадања Десекрејшна ( у ком су били бивши чланови Позесда), Конкродов бубњар Крис Реифњерт био је гост на једном од њихових коцерта. Међутим пре тога је био у познанству са Чак Шулдинером који је преместио свој бенд Дет из Флориде у Рајфертов родни град у Заливској Области док је окупљао чланове. Примећујући пораст треш метал сцене Северне Калифорније, Шулдинер је преместио Дет у Заливску Област и 1985 био у колаборацији са бубњарем Ериком Брехтом, који је недавно напустио крос-овер треш бенд Д.Р.И. и придружио се Атитуд Аџасмент. Међутим због Шулдинер-Рајферт пара Дет ће подписати уговор са Комбат Рекордсом и избацивање албума Scream Bloody Gore, албум који се поред Позесдовог Seven Churches албума који се сматра за прелазак из треша у дет метал, назначено раније. Оба албума је продуцирао Ренди Бурнс.
У 1987. одмах након избацивања Scream Bloody Gore и Шулдинер се сели назад на Флориду. Рајферт формира бенд Аутопси који се такође сматра за почетак дет метал жанра. Први албум Аутопсија Severed Survival укључује басисту Стива Диђорђа, оснивача Садуса. Шулинер је такође упознао Диђорђа док је живео у Заливској Области, где ће свирати бас у Детовим албумима Human и Individual Thought Patterns.
Рајфертово наслеђе у дет метал бендовима ће бити даље изражено у албуму из 1992. Acts Of Unspeakable на ком је био басиста Џош Барохн, који је такође свирао на албуму Effigy of the Forgotten, први албум пионирског дет метал бенда из Њујорка Сафокејшн.

## Музичке карактеристике

### Утицаји
Док се треш сцена развијала у току 1980-их сваки бенд је имао свој јединствени стил и праћење
Прве инспирације бендовима у Заливској Области били су британски хеви метал и панк рок: Ексодусов гитариста Гери Вејн Холт помињање одкривање бендова као што су Тајгерс оф Пан Танг, Дајмонд Хед, Ејнџел Вич и Веном на КУСФ радио програму који су водили Иан Кален и Рон Квинтана, Хамет, Хетфилд и Улрих су сви помињали Веном i Бахџи као битне утицаје, све са панк бендовима као што су Мисфитс, Дисчарџ и Чарџд ГБХ. Такође албуми који обележавају ову еру су албум Металике Kill Em All и Bonded By Blood.
Други бендови као што су Атитуд Аџасмент узели су утицај хардкор панка и довели га до нових размера, где је раније поменута група укључивала музичаре из група као што су Д.Р.И., Агностик Фронт и Марфис Лав за време постојања, са датумима за концерт у 924 Гилман, место у Берклију који је више био оријентисан према хардкор панку.
Атитуд Аџастментов стил, звани крос-овер треш, претеча грајндкора, ће утицати на многе бендове у каснијем субжанру, од којих је најзначајнији Нејпалм Дет из Енглеске који ће обрадити песму Атитуд Аџасмента Dope Fiend и Хиракснову песму Hate, Fear and Power на екслузивном албуму са обрадама (игром случаја у Хираксовој песми свира Ерик Брехт на бубњевима на оргиналној верзији из 1986. године. Хиракс, са седиштем у Калифорнији, имао је много веза са бендовима треш сцене Заливске Области, јер је група свирала у Рутис Ин, а у прошлим саставима наступили су Паул Балоф (раније из Ексодуса и Хитхена) и Рон Мекговнеј (први басиста Металике). Џо Сатриани, рођен на Лонг Ајленду, преселио се у Беркли 1978. године како би наставио каријеру подучавајући музику; иако је на њега углавном утицао блуз рок и није се првобитно специјализовао за хеви метал музику, многи Сатрианијеви студенти ће постати култни гитаристи сцене Заливске Области, укључујући Кирка Хамета из Металике/Ексодуса, Ларрија Лалонда из Позесда, Алек Сколник из Тестамента, Рик Хунолт из Егзодуса, Фил Кетнер из Лаз Рокита и Џеф Тајсон из Т-Рајда.
Џеф Бекера из Позесда наводи рани Егзодус, Веном и Моторхед као своју инспирацију, називајући басисту/певача Лемија својим највећим утицајем. Иако је Алмјузик приписао Слејер као музички утицај за Seven Churches из 1985. године, први албум Слејера Show No Mercy објављен је тек у децембру 1983. године, убрзо након што су чланови Позесда већ писали материјал за свој демо и први албум. Међутим, бивши члан Позесда, Брајан Монтана, објаснио је да је гитариста Мике Торо једном желео да Позесд има "одећу Слејеровог типа" (која се тада састојала од шминке, коже, пентаграма и преокренутих крстова), што је Монтана одбацио као превише дериватно. Монтана (који је свирао гитару на првом Позесдовом демоу) такође је навео рани Егзодус као утицај, поред Ајрон Мејдена, Џудас Приста, Ингиви Малмстина и Џоа Сатрианија.

### Слике, теме, филозофија и стил живота
Што се тиче хеви метала и имиџа, један од оснивача Садуса Стив Диђорђо објаснио је:
... у средњој школи, ако сте свирали било коју музику која није била плес, или нешто сасвим друго - знате, рок, метал или хард рок, било шта слично - онда бисте морали да изгледате тако. Требао си да изгледаш као лош момак, а ми смо изгледали као нормални момци.... Није се радило о покушају да импресионираш све, јер смо на те типове људи гледали као на позере док покушавају да ураде те ствари ... Ми смо само носили своје нормалне ствари и нисмо стварно размишљали о томе. То се једноставно догодило и мислим да зато што смо трагали за екстремним стилом, у комбинацији са овом кога-брига-како-изгледамо сликом, онда мислим да се уклапамо у тај нови покрет који открио сам мало начина касније, читаву сцену залива у Заливксој Области.
Што се тиче логотипа, многи бендови унутар сцене Заливске Области имали су више уради сам уметнички приступ у поређењу са старијим метал бендовима који су користили већ утврђени фонт. Супротно томе, професионални илустратори (од којих су најпознатији Ед Репка који је илустровао Beyond The Gates, Eternal Nightmare, Product Of Society и Scream Bloody Gore) су понекад коришћени за дизајнирање уметничких дела албума.
Лиричке теме су се углавном бавиле темама попут окултноги, хорора, смрти, вештице, ратовања, уништења, насиља, апокалипсе, побуне и тираније. Међутим, неке групе преузеле су теме које су данас важније. Металичин Master Of Puppets, с истоименог албума из 1986. године, бави се проблемима тешких дрога, при чему се неке фразе у песми односе на употребу кокаина. Епидемија крек-кокаина била је у то време активан проблем у многим великим Америчким градовима, а посебно је захватила Заливску Област Сан Франциска.
Асоцијација Дејва Мастејна на сцени Заливске Области била је ограничена на његово краће гостовање у Ел Цериту са Металиком (поред првих Мегадетових представа). Међутим, имењак "Мегадет" настао је из памфлета који је тада написао сенатор САД Алан Кранстон, истакнути политичар из Јужног Залива. Кранстонов текст који се односио на нуклеарно разоружавање и хладни рат, два политичка питања која се појављују током 1980-их која ће постати тема песме на другом Мегадетовом албуму, Peace Sells... But Whos Buying?
На наступима, чланови Ексодуса били су напредни у презиру према глем метал сцени у Лос Анђелесу, чинећи фразу "убиј позере" уобичајену сценску мантру; гитариста Гери Холт често се присећао како су и он и тадашњи певач Пол Балоф прилазили појединцима који су носили мајице Рет или Мотли Кру, кројили одјећу џепним ножевима (било за или против воље корисника), а затим везали изрезбарене тканине око својих зглобова као "частна значка". Упркос томе што је Холт касније признао да је и сам Ретов обожаватељ (заједно са гитаристом Ли Алтусом), и даље је критиковао менталитет глем метала вођен имиџом, и описао да су Ексодус и други треш метал бендови више засновани на музиканству, текстовима, песмама и извођењима.
Док је Вaјо-Ленс био потписан за главну музичку кућу (МЦА Рекордс) за свој први албум из 1988. године, ретки подвиг било ког треш бенда другог таласа, тадашњи гитариста Роб Флин описао је живот турнеје:
... сви смо имали деветнаест ...наше ствари су потрпане у комби, нема хотела, спавали смо на подовима других људи и слична срања. (Тада менаџер Вајо-Ленса) Деби (Абоно) је изашла с нама на неколико састанака и они су пресудили да ли би могли јести у Denny's-у. Једноставно бисмо јели онолико колико је то било физички могуће и надамо се да бисмо јели на концерту, али апсолутно нисмо трошили новац. Нисмо ништа направили, то је сигурно, можда смо зарађивали 50 долара по ноћи.

## Пад
Почетком деведесетих сцена је углавном замрла, при чему су се многе групе распадале, биле на паузи или се бавиле музичким стиловима који су се у то време сматрали комерцијалнијим или приступачнијим.
Треш метал бенд из Оакланда Вајо-Лес би се распустио, водећи гитариста Роб Флин оснива и води Машин Хед, који ће помоћи популаризацији грув метал жанра. Флину (који је такође суоснивач Форбидена) ће се придружити бубњар Крис Контос (раније од Атитуд Аџасмента) и касније гитариста Фил Демел, који је свирао заједно са Флинном у Вајо-Ленсу.
Певач Стив Ескуивел кренуо је у сличном смеру као Флин после распада свог треш метал метала, Дифајанс, када је следеће године основао грув метал/ну метал групу Скинлаб.
Позесд би се распустио 1989. године након што су два улична лопова пуцала на певача/басисту Бекеру и оставила га парализованог од струка према доле. Поред тога, лични и креативни сукоби унутар бенда описани су од бивших чланова. Мајк Торао би реформисао Позесд следеће године са другачијим саставом; међутим, група би се поново састала 1993. године.
Документарни филм „Get Thrashed“ из 2008. године приписао је распад треша успоном гранџа након турнеје Clash Of The Titans. Док су бендови који су били на европском сегменту 1990. године били ветерани сцене трећег таласа из 1980-их, тада непозната Алис ин Чејнс била је уводна група на северноамеричком сегменту 1991. године. Дет Ејнџел су првобитно замишљали промотери као потпорни чин (за њихов албум, Act III); међутим, претходне године у саобраћајној несрећи у Аризони бубњар Енди Галеон критично је повређен, а Гефен Рекордс је избацио групу из њиховог пописа након неслагања ко ће га заменити; након тога бенд се распада. Исте године Геффен је створио помоћну издавачку кућу ДГЦ Рекордс, која је била одговорна за потписивање Нирване, која је - заједно са Алис Ин Чејнс, Пeрл Џем и Саундгарден - указала на лице феномена гранџа из Сјетла почетком деведесетих. Скоро коинцидирајући са Nevermind-овим местом број 1 на Билборду, Екодус ће бити срушен са Капитол Рекордса, а група ће исте године паузирати.
Упркос променама у постави и променама издавачких кућа, Тестамент је успео да заобиђе споро време Треша турнејом по Европи и добијањем нових фанова у иностранству. Садусов басиста Стив Диђорђо и флоридски гитариста Џејмс Марфи (обојица алумен Шулдинеровог бенда Дет) придружили би се постави групе, поред бивших чланова или чланова бенда Форбиден, Ексодус и Слејер. Међутим, Марфи би напустио Тестамент након дијагнозе тумора на мозгу 1999. године. У почетку је заменио оснивача гитаристу Алекса Сколника, који је напустио Тестамент 1993. године како би истражио друге музичке стилове.
Готово у тандему са гранџовим силазним периодом и све већом популарношћу алтернативног рока, ну метала, рап рока, хип хопа и дечачких бендова, МТВ-ев Headbangers Ball (који су приказивали музичке спотове многих треш група Заливксе Области крајем 80-их и почетком 1990-их) био би избачен 1995, граничавајући Америчку производњу треша (поред придружених метал поджанрова попут дет и блек метала) на места као што су радио емисије, струја носача, мејлордер, или усмена реч на интернету.
Од свих бендова са метал сцене Заливксе Области, Металика је успела не само да остане активна (упркос алкохолизму, унутрашњим сукобима и паду басиста), већ се и издвојила на мејнстрим, чак и док су треш метал и остали жанрови из 1980-их почели да се смањују из очију јавности. Металика је била једина група„велике четворке“ која није била на турнеји Clash Of The Titans; уместо тога, након завршетка турнеје, бенд се удружио са Ганс ен Розес и Фејт Ноу Мор на две узастопне турнеје у знак подршке њиховом истоименом петом албуму, који је колоквијално познат као Black Album. Албум се сматрао музичким одмаком од њихових дана треш метала, показујући правац усмерен ка модерном хард року, и приписан му је (заједно са Load и Reload) као отуђивање дугогодишњих фанова.
Тужбе за поделу фајлова на Напстеру из априла 2000. године донеле би још полемике бенда и обожаватеља, сматрајући да је процес трговине музиком био фактор њиховог раног успеха. Од почетка саундскен ере, Black Album је препознатљив као један од најпродаванијих албума свих времена; акумулирана дискографија Металике тренутно чини групу трећим финансијски најуспешнијим хеви метал бендом свих времена (после Лед Зеплина и AC/DC-a) и најпродаванији треш метал бендом свих времена. Група је продала укупно преко 100 милиона плоча.

## Оживљавање
У августу 2001., одржано је окупљање треш метал бендова са подручја организовао је Trash Of The Titans, промовисан за помоћ Тестаментовом Чаку Билију, коме је тада дијагностиран рак, као и смрти Чака Шулдинера, који је боловао од тумора на мозгу. Иако је Дет имао седиште у Орланду на Флориди, Шулдинер је током 1980-их преселио групу у Заливску Област Сан Франциска, док је окупљао поставу.
Међу извођачима био је оригинални Вајо-Ленс састав (искључујући МашинХедовог Роб Флина), Детх Ејнџел, Хитхен, Форбиден (који је ишао под оригиналним именом, Форбиден Ивил), Антракс, Садус, Стормтруперс оф Дет и Ексодус. Шулдинер би изгубио битку са раком 4 месеца касније, а Ексодусов певач Паул Балоф умро је од можданог удара следеће године. Међутим, певач Тестамента, Чак Били преживео је рак.
Дет Ејнџел и Хитхен би се реформисали и снимили нове албуме као резултат њиховог поновног дружења на добротворном концерту, а Ексодус, који је у то време био на полу-паузи, тражио је од певача из ере 1980-их Стива Соузу да се поново придружи бенду након Балофове смрти, такође што води ка новом албуму.
Дана 9. јула 2005. одржао се наставак концерта, Thrash Against Cancer, на коме су наступили Тестамент, Лаз Рокит и Хиракс, са гитаристом Дет Ејнџела Тедом Агуиларом.
Џеф Бекера поново је окупио Позесд 2007. године, а чланови бенда Сејдистик Интент надокнадили су оригиналну поставу. Нови Позесд свирао је на Wacken Open-Air-у 2007. у Немачкој.
Многи фанови ће 2008. годину такође видети као сјајну годину за треш Заливске Области, са издањима Металике Death Magnetic, Дет Ејнџелов Killing Season, Тестаментовим The Formation of Damnation, и поновним снимањем Ексодусовог првог албума из 1985. године, Bonded BY Blood под називом Let There Be Blood у саставу Роба Дјукса, Ли Алтуса, Гери Холта, Џека Гибсона и Тома Хантинга. Блајнд Илужн, који је распуштен 1989., поново је успостављен 2009. године.

## Значајна места

### Филмор, Сан Франциско
- Ексодус, 14. јул 1989. (Снимили и избацили албум Good Friendly Violent Fun)
- Тестамент, 1995. (снимили албум Live At Filmore)
- Металика, 2003. и 2011.

### Кабуки Театар, Сан Франциско
- Металика, 15. март 1985.[27]
- Мегадет, 31. мај 1985.[28]

### Кистоун, Беркли
- Мегадет и Слејер 15. априла 1984.[29]

### Рути Ин, Беркли
Поред приказивања многих панк рок група, клуб је био рано локално место за Металику, Мегадет, Дет, Слејер, Ексодус, Позесд, Дет Ејнџел, Тестамент, Суисајдл Тенденцис и Д.Р.И. од 1983.–1987. Клиф Бартон такође је био редован у публици. Клуб је на крају претворен у ресторан, Раунтрис, 2002. године. 31. децембра 2006, првобитни оснивач места, Вес Робинсон, умро је у 77. години живота.
Пре и по пресељењу у Калифорнију, рођен у Тексасу, Робинсон био је снажно укључен у џез музички колектив, где је упознао музичаре попут Фароах Сандерса и Џон Колтрејна. Разочаран комерцијализмом џеза у 1970.-има, Робинсонов фокус је убрзо прешао на хардкор панк (који је у то време тек почео у Источном Заливу) и мали клуб из авеније Сан Пабло зван Рутис Ин користиће се за фронтове ових бендова. До 1980-их, Робинсон је тада почео да се интересује за треш метал и ране дет метал групе у том подручју, а промовисао би и врло утицајне бендове тих поджанрова. Робинсон је остао упамћен по томе што се фокусирао на "свежину и оригиналност музике и страст својих уметника, а не на комерцијалну привлачност."

### Стоун, Сан Франциско
Овом месту се приписује као Бартонов први концерт за Металику,и водиће до других метал бендова као што је Мегадет.

### Ворфилд, Сан Франциско
Театар Ваудевиле из 1920-их имало је безброј треш метал бендова током 1980-их, и било је ексклузивно место за Слејеров видео War In Warfield из 2003.

### Омни, Оакленд
- Тестамент и Вајо-Ленс, 18, август 1989., Дет Ејнџел, 3. новембар 1989., Дет, 30. март 1990.